# Odznaczenia przyznawane przez Uniwersytet Ekonomiczny w Krakowie

## Medal „Signum Gratiae”
Najwyższe odznaczenie przyznawane przez Uniwersytet Ekonomiczny w Krakowie jako dowód uznania społeczności Uczelni dla osób, które są lub były jej pracownikami oraz jednocześnie:
- wniosły znaczący wkład w rozwój nauk ekonomicznych lub pokrewnych,
- przyczyniły się w szczególny sposób do rozwoju i kreowania wizerunku Uczelni,
- wyróżniają się wybitnymi osiągnięciami w zakresie dydaktyki.

### Uhonorowani Medalem „Signum Gratiae”
- prof. dr hab. Zbigniew Żabiński
- prof. dr Eugeniusz Garbarcik
- prof. dr Józef Gajda
- prof. dr hab. Kazimierz Zając
- prof. dr hab. Roman Domaszewicz
- prof. dr hab. inż. Jan Steczkowski
- prof. dr hab. Jerzy Trzcieniecki
- prof. dr hab. Antoni Fajferek
- prof. dr hab. Jan Marian Małecki
- prof. dr hab. Elżbieta Burzyn
- prof. dr hab. Jerzy Altkorn
- prof. dr hab. Zbigniew Martyniak (pośmiertnie)
- prof. dr hab. Ignacy Duda
- prof. dr hab. Jerzy Mikułowski Pomorski

## Medale jubileuszowe
Z okazji jubileuszów, które obchodzi Uczelnia wybijane są pamiątkowe medale jubileuszowe, które otrzymują zasłużeni pracownicy Uczelni oraz osobistości szczególnie zasłużone dla Uczelni.

### Wybite medale
- Medal jubileuszu 50-lecia Uczelni 1925-1975
- Medal jubileuszu 60-lecia Uczelni 1925-1985
- Medal jubileuszu 70-lecia Uczelni 1925-1995
- Medal jubileuszu 75 lecia Uczelni 1925-2000
- Specjalny Medal jubileuszu 75 lecia Uczelni 1925-2000 wręczony Janowi Pawłowi II
- Medal jubileuszu 80 lecia Uczelni 1925-2005

## „Złota Batuta za Zasługi dla Kultury Polskiej”
Batuta przyznawana jest wspólnie z Ministrem Kultury i Stowarzyszeniem Kultury Akademickiej „Instytut Sztuki”. Po raz pierwszy została wręczona w 2000 roku.

## Nagrody Rektora
Nagrody Rektora Uniwersytetu Ekonomicznego w Krakowie są wręczane co roku w dniu 14 października z okazji Dnia Edukacji Narodowej wyróżnionym za zasługi pracownikom Uczelni.
- Nagrody przyznawane są w dwóch głównych kategoriach:
  - indywidualna
  - zespołowa
- Nagrody indywidualne i zespołowe z kolei przyznawane są w trzech kategoriach merytorycznych:
  - za osiągnięcia naukowe,
  - za osiągnięcia dydaktyczne,
  - za osiągnięcia organizacyjne.
- każda z nagród przyznawana jest w jednej z trzech rang:
  - Nagroda I stopnia
  - Nagroda II stopnia
  - Nagroda III stopnia

## Nagroda im. Eugeniusza Kwiatkowskiego
W 1995 r. w trosce o stan informacji i poziom publicystyki ekonomicznej w polskich mediach, a także dostrzegając potrzebę wyróżniania i nagradzania autorów wybitnych utworów dziennikarskich o tematyce ekonomicznej, Senat Uniwersytetu Ekonomicznego (dawnej Akademii Ekonomicznej) w Krakowie ustanowił Nagrodę im. Eugeniusza Kwiatkowskiego.
Wybór patrona konkursu nie był przypadkowy. Eugeniusz Kwiatkowski to wybitna postać w historii Polski XX wieku. Ekonomista, minister przemysłu i handlu, minister skarbu, wicepremier, kierownik delegatury rządu ds. Wybrzeża.
W 2003 r. dokonano zmiany formuły Konkursu, która skutkowała powołaniem Kapituły Konkursu. W skład kapituły wchodzą: rektor Akademii Ekonomicznej w Krakowie, Przedstawiciel Uniwersytetu Ekonomicznego w Krakowie delegowany do Kapituły przez Senat Uczelni, Minister Gospodarki i Pracy, Prezydent Miasta Krakowa oraz przedstawiciele mediów i instytucji gospodarczo-ekonomicznych.
Powołani członkowie Kapituły zgłaszali nominacje do dwóch nagród konkursowych: głównej – Nagrody im. E. Kwiatkowskiego przyznawanej za wybitne osiągnięcia dziennikarskie w dziedzinie ekonomii oraz do nagrody dodatkowej, przyznawanej za najlepszy utwór dziennikarski z zakresu finansów i bankowości, zwanej Nagrodą Jury. Zadaniem Kapituły było również wyłonienie ze swojego grona Jury, które podejmowało decyzje o przyznaniu nagród.
Od 2006 r. przyznawana jest tylko jedna główna Nagroda im. Eugeniusza Kwiatkowskiego. Grono Jury powiększono o dyrektorów i prezesów renomowanych instytucji ekonomicznych, analitycznych oraz gospodarczych, najwybitniejszych polskich przedsiębiorców oraz przedstawicieli międzynarodowych przedsiębiorstw będących w ocenie studentów UEK najlepszymi polskimi pracodawcami.
Podczas XIV edycji Nagrody zaprezentowano nowy wymiar Nagrody, bazujący na 14 latach bogatych doświadczeń, jednocześnie wpasowując się w dzisiejsze realia, informatyzację mediów oraz postęp nauk ekonomicznych. Do uczestnictwa w konkursie zaproszono dziennikarzy ekonomicznych, społecznych i gospodarczych wszystkich polskich redakcji. Od tego roku zwycięzca staje się posiadaczem czeku na 15000zł, w jego ręce trafia także symboliczna statuetka patrona Nagrody.
Podczas jubileuszowej XV edycji Konkursu w miejsce dwóch posiedzeń Jury oraz Kapituły Konkursu zaproponowano pojedyncze posiedzenie Jury Nagrody, które podczas jednego wrześniowego spotkania wybierze laureata Nagrody. Jury oceniać będzie prace opublikowane w polskich środkach masowego przekazu w ostatnim roku tj. od 31 lipca 2009 do 31 lipca 2010.
Uroczystość wręczenia nagród tradycyjnie odbywa się w szczególnej oprawie inauguracji roku akademickiego Uniwersytetu Ekonomicznego w Krakowie.
Nagrodami uhonorowani zostali w latach 1995–2011:
- Mirosław Prandota
- Tomasz Prusek
- Wiktor Legowicz
- Jan Dziadul
- Bogdan Wasztyl
- Joanna Solska
- Tadeusz Mosz
- Michał Zieliński
- Roman Młodkowski
- Witold Gadomski
- Marek Misiak
- Piotr Aleksandrowicz
- Zbigniew Bartuś
- Wawrzyniec Smoczyński
- Maciej Samcik

## Konkurs na najlepszą pracę magisterską „Polska w Unii Europejskiej”
Konkurs organizowany jest wspólnie z Fundacją im. Andrzeja Urbańczyka od 2003 roku, uczestnikom przyznawane są w każdej edycji konkursu 3 nagrody pieniężne w wysokości od 5000 do 2000 zł.